# フェデリコ・モーヤ
フェデリコ・モーヤ（Federico Moja、1802年10月20日 - 1885年3月29日）は、イタリアの画家。「ヴェドゥータ」と呼ばれる都市の景観を描いた作品などで知られている。

## 略歴
ミラノに生まれた。1818年からミラノのブレラ美術アカデミーで学び、同時に「ヴェドゥータ」や教会や聖堂の内部を描いた作品が得意な画家のジョヴァンニ・ミリアーラ(1785-1837)からも指導を受けた。ミリアーラと同じようにヴェドゥータや建物の内部を題材にした作品を描くようになった。1830年から1834年の間はパリなどフランスを旅し、フランスの風景を描いた。
同じスタイルの若い画家のルイージ・ビシ(Luigi Bisi: 1814-1886)が、ミラノで人気になったことなどの理由で、1840年にヴェネツィアに移って活動した。1845年に亡くなったトランクイロ・オルシ(Tranquillo Orsi: 1771-1845) の後任として、ヴェネツィア美術アカデミーの教授に任じられた。国外でも人気の高い、ヴェネツィアのヴェドゥータを、描くようになり、ミラノやトリノの展覧会へ出展した。
1875年に、アカデミーの仕事を退職した後はヴェネツィア近郊のドーロで暮らし、ヴェネツィアの風景を描き続けた。
モーヤに学んだ学生にはルイージ・ケレナ(Luigi Querena:1824–1887) やドミニコ・ファディーガ(Domenico Fadiga)らがいる。